# Lakmagondanahalli, Chiknayakanhalli
Lakmagondanahalli là một làng thuộc tehsil Chiknayakanhalli, huyện Tumkur, bang Karnataka, Ấn Độ.